# Artur Tovmasjan
Artur Babkeni Tovmasjan (armenisch Արթուր Բաբկենի Թովմասյան; * 2. Dezember 1962 in Stepanakert)  ist ein Politiker und Parlamentsabgeordneter der Republik Arzach.

## Leben und Karriere
Er beendete seine Schulausbildung im Dorf Tschartar in Martuni. Im Jahre 1986 absolvierte er die Fakultät für Physik und Mathematik an der pädagogischen Hochschule. Nach der Absolvierung der Universität arbeitete er als Physiklehrer in der Mittelschule im Dorf Tschartar. Im Jahre 1992 verteidigte er seine Doktorarbeit und absolvierte die Aspirantur am  Institut für Mechanik an der Akademie der Wissenschaften Armeniens. Artur Tovmasjan ist Kandidat der Wissenschaften in Physik und Mathematik.
Von 1993 bis 1995 war er an der Arzacher Staatlichen Universität als Hauptlektor des Lehrstuhls für Physik und als Prodekan der polytechnischen Fakultät tätig.

## Politik
Bei den Wahlen zur dritten Nationalversammlung im Jahre 1995 Artur Tovmasjan wurde als Abgeordneter gewählt. Er war stellvertretender Vorsitzender des ständigen Ausschusses für soziale Fragen, Vorsitzender des ständigen Ausschusses für Haushalt und Finanzen und für Wirtschaft.
Von 1996 bis 1997 war er Vorsitzender der Nationalversammlung. Seit 1998 war er an der Universität in Schuschi als Vorsitzender des Departements, als Prorektor für Lehre und als Rektor tätig.
Seit 2000 ist er Dozent des Lehrstuhls für Konstruktiven Ingenieurbau an der Arzacher Staatlichen Universität. Von 2003 bis 2009 war er Dekan der Fakultät für Polytechnik.
Bei den Wahlen zur vierten Nationalversammlung am 19. Juni 2005 wurde er als Abgeordneter gewählt. Artur Tovmasjan war ein Mitglied des ständigen Ausschusses für Äußere Beziehungen und der Vorsitzende der Fraktion „Hajreniq“. Bei den Wahlen zur fünften Nationalversammlung am 23. Mai 2010 wurde er durch ein Mehrheitssystem im 12. Wahlbezirk als Abgeordneter gewählt. Am 10. Juni 2010 wurde er auf der ersten Tagung zum Stellvertreter des Vorsitzenden der Nationalversammlung gewählt. Er ist ein Mitglied der Fraktion „Hajreniq“. Artur Tovmasjan ist der Vorsitzende des Leichtathletikverbandes der NKR.
A. Tovmasjan ist Mitbegründer der Partei „Freie Heimat“ (armenisch asat hajreniq), von 2005 bis 2006 war er Kopräsident der Partei und von 2007 bis 2009 war er der Vorsitzende der Partei, seit 2005 ist Tovmasjan Leiter des Parteibüros und Präsidiumsmitglied der Partei.
Er ist Professor und Ehrendoktor der Filiale der russischen Akademie für Naturwissenschaften in Armenien.
A. Tovmasjan ist verheiratet und hat zwei Kinder.
| Personendaten    | Personendaten                                                  |
| ---------------- | -------------------------------------------------------------- |
| NAME             | Tovmasjan, Artur                                               |
| ALTERNATIVNAMEN  | Tovmasjan, Artur Babkeni; Արթուր Բաբկենի Թովմասյան (armenisch) |
| KURZBESCHREIBUNG | armenischer Politiker                                          |
| GEBURTSDATUM     | 2. Dezember 1962                                               |
| GEBURTSORT       | Stepanakert                                                    |